# Фи¹ Гидры
Фи¹ Гидры (лат. φ¹ Hydrae), 43 Гидры (лат. 43 Hydrae), HD 91369 — одиночная звезда в созвездии Гидры на расстоянии приблизительно 266 световых лет (около 81,4 парсек) от Солнца. Видимая звёздная величина звезды — +7,75m. Возраст звезды определён как около 4,1 млрд лет.

## Характеристики
Фи¹ Гидры — жёлтый карлик спектрального класса G2V, или G5. Масса — около 1,398 солнечной, радиус — около 2,165 солнечного, светимость — около 5,058 солнечной. Эффективная температура — около 5803 K.

## Планетная система
В 2019 году учёными, анализирующими данные проектов HIPPARCOS и Gaia, у звезды обнаружена планета HIP 51614 b.